# 瑞典志愿军团 (冬季战争)
瑞典志愿军团（瑞典語：Svenska frivilligkåren）是冬季战争期间的一支部队，共有9640名官兵。战争期间，瑞典政府的官方立场是不参战，因此瑞典志愿军团由芬兰军方指挥。自1940年2月28日起，瑞典志愿军团就在薩拉地区北部的前线作战。该部队在冬季战争期间共有33人阵亡、10人失踪、50人负伤，令有130人因冻伤而伤残。瑞典志愿空军还曾拥有25架军机。还曾有瑞典志愿兵在圖爾庫的一个防空炮连服役。至战争结束时，志愿军团中有8260名瑞典人、725名挪威人以及600名丹麦人。